# Stadio Gran Sasso d'Italia-Italo Acconcia
Lo stadio Gran Sasso d'Italia-Italo Acconcia è un impianto sportivo dell'Aquila che ospita le partite casalinghe della locale squadra di calcio.
È stato ricostruito tra il 2012 ed il 2016 sul luogo di un precedente campo sportivo ad uso rugbystico. Dal 2008 è intitolato al Gran Sasso d'Italia — denominazione poi confermata da una consultazione popolare organizzata dal locale supporters' trust, L'Aquila Me' — cui si è aggiunta, nel 2016, l'intitolazione ad Italo Acconcia, centrocampista aquilano degli anni Quaranta e Cinquanta ed in seguito allenatore delle compagini giovanili della Nazionale italiana di calcio, tra i più rappresentativi atleti calcistici della città.
Lo stadio è situato nel quartiere di Acquasanta, non distante dall'altro impianto cittadino dello stadio Tommaso Fattori.

## Storia

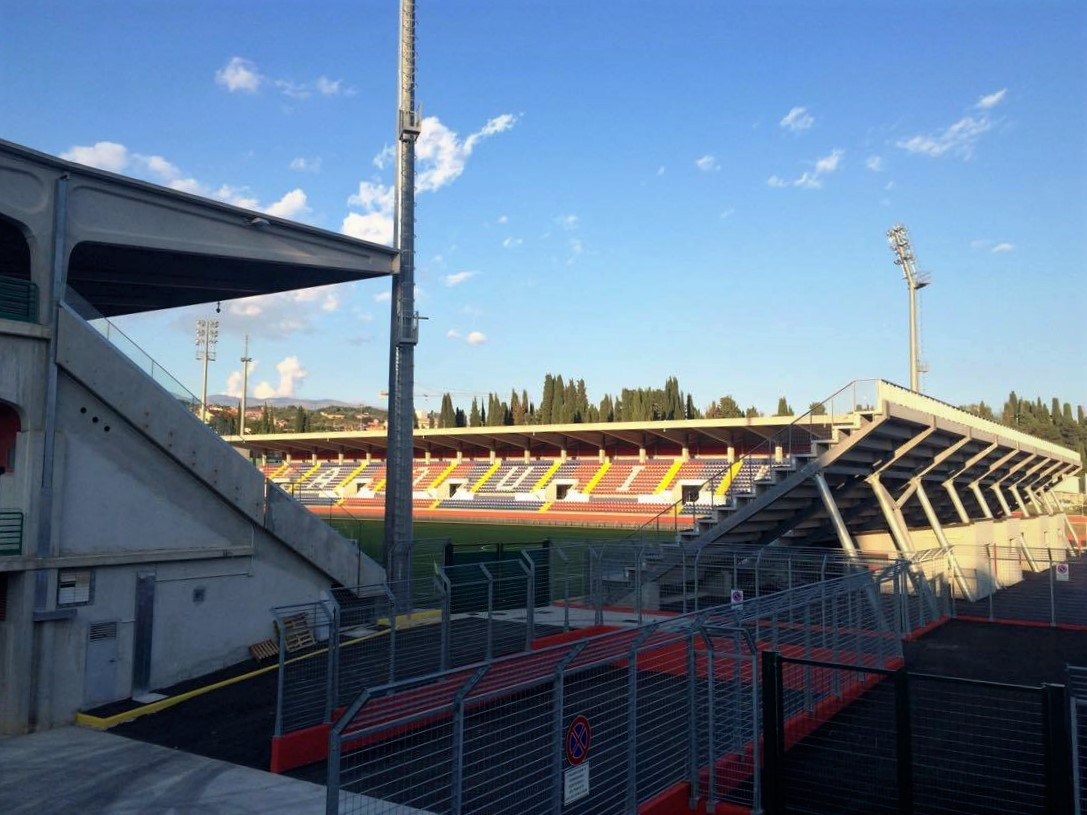
Esterno dell'impianto.

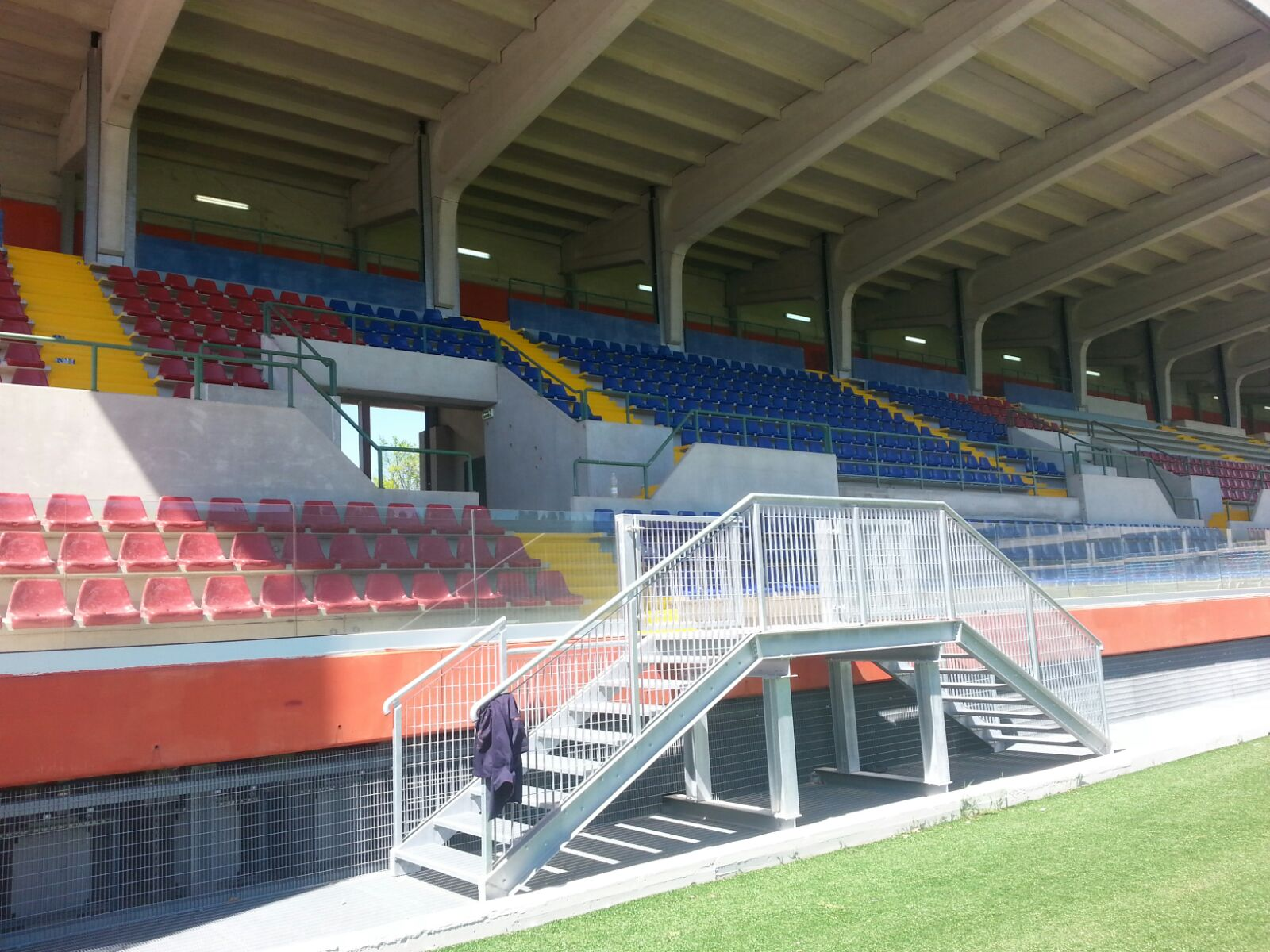
La Tribuna Ovest con la seggiolatura rossoblù.

Un campo sportivo sito in località Acquasanta, nei pressi del cimitero monumentale e ad est del centro storico, viene utilizzato dalla polisportiva L'Aquila Rugby sin dal secondo dopoguerra. Sul finire degli anni Sessanta si propone qui la costruzione di un moderno impianto in modo da consentire alla formazione neroverde di abbandonare lo stadio Tommaso Fattori, dove conviveva con L'Aquila Calcio. La realizzazione prende il via negli anni Ottanta, tuttavia il complesso — che avrebbe dovuto contenere lo stadio (dotato di due tribune coperte), un campo secondario, la sede societaria e un museo del rugby — non fu mai completato e venne utilizzato sporadicamente per allenamenti e partite amichevoli.
Nel 2008 venne redatto un nuovo progetto per consentire all'impianto di ospitare le partite casalinghe della squadra di rugby; in questa occasione si decise di intitolare lo stadio al Gran Sasso d'Italia. In seguito al terremoto dell'Aquila del 2009, al suo interno venne localizzata una tendopoli per ospitare gli sfollati dei vicini quartieri.
Nel 2010 si decise di adibirlo ad uso calcistico nell'ambito di un più generale discorso impiantistico disegnato dall'allora giunta comunale. Il nuovo progetto venne redatto insieme al CONI nell'ambito dell'iniziativa "Stadi senza barriere". I lavori sono cominciati nell'ottobre 2012 e la loro fine, inizialmente prevista per l'estate del 2013 e poi prorogata più volte per consentire di apportare alcune modifiche, è avvenuta nel 2016. Le due tribune sono state provviste di sedute con schienale mentre la curva di sedute semplici; in entrambi i casi sono stati utilizzati seggiolini di colore rosso e blu, oltre ad alcuni seggiolini di colore bianche per le scritte.
A partire dal 2017 il Gran Sasso d'Italia-Italo Acconcia ospita la sede della società L'Aquila Calcio, collocata nei locali sotto la Tribuna Ovest.
Nel 2021 l'impianto è stato dotato di una cabina stampa intitolata dedicata al giornalista Alessandro Orsini; nel novembre dello stesso anno, il Gran Sasso d'Italia-Italo Acconcia ha ospitato per la prima volta un incontro internazionale tra le rappresentative under-18 di Italia e Francia.

### Inaugurazione
La prima partita ufficiale, seppur con l'impianto ancora non completato in tutte le sue parti e a capienza ridotta, si è svolta il 4 settembre 2016 contro la Nuova Monterosi in occasione della prima giornata del campionato di Serie D 2016-2017. La partita è terminata in parità davanti a 1 500 spettatori, il massimo dei consentiti.
| Arbitro: | Domenico De Girolamo (Avellino) |

|                       |           |            |
| Minincleri 31’ (rig.) | Marcatori | 9’ Fanasca |

### Incontri internazionali
Il primo incontro internazionale ospitato nell'impianto aquilano si è svolto l'11 novembre 2021 tra le rappresentative under-18 di Italia e Francia ed è terminato con la netta vittoria dei transalpini per 3-0; l'incontro è stato ripetuto due giorni più tardi e in quella occasione si sono affermati per 2-1 gli azzurrini allenati da Daniele Franceschini.
| Arbitro: | Cristiano Ursini |

|                      |            |                            |
|                      | Marcatori  | 11’, 49’ Gharbi 82’ Danois |
| Daniele Franceschini | Allenatori | Lionel Rouxel              |

| Arbitro: | Riccardo Ghinelli |

|                            |            |               |
| Accornero 7’ Indragoli 76’ | Marcatori  | 28’ Pelon     |
| Daniele Franceschini       | Allenatori | Lionel Rouxel |

### Altri eventi
L'impianto aquilano ha ospitato numerose partite di beneficenza. Il 3 settembre 2017, nell'ambito dell'evento “Il Jazz italiano per le terre del sisma”, vi si è svolta la partita tra la Nazionale dei jazzisti italiani — capitanata da Paolo Fresu — e una rappresentativa locale capitanata da Raoul Bova.
Il 31 marzo 2018 il Gran Sasso d'Italia-Italo Acconcia ha ospitato le finali del Torneo delle Regioni per le categorie femminile — tra le rappresentative della Lombardia e della Sicilia — e juniores — tra il Friuli-Venezia Giulia e le Marche.

## Caratteristiche
La capienza totale dell'impianto è di 6 970 posti, tutti a sedere; a questi vanno aggiunte le ulteriori postazioni per la stampa ricavate all'interno della cabina intitolata al compianto giornalista Alessandro Orsini, nella Tribuna Ovest. Tuttavia l'omologazione, giunta solo a marzo 2019, prescrive un'agibilità massima di 6 100 spettatori.
Lo stadio è suddiviso in quattro settori. Le due tribune sono suddivise tra un settore superiore ed un parterre; il settore superiore della Tribuna Ovest è ulteriormente suddiviso nei settori Paolo Rossi, Centrale e Laterale.
| Settore       | Settore             | Capienza    | Capienza    | Planimetria |
| ------------- | ------------------- | ----------- | ----------- | ----------- |
| Tribuna Ovest | Tribuna Paolo Rossi | 160 posti   | 2 311 posti |             |
| Tribuna Ovest | Tribuna Centrale    | 171 posti   | 2 311 posti |             |
| Tribuna Ovest | Tribuna Laterale    | 1 290 posti | 2 311 posti |             |
| Tribuna Ovest | Parterre            | 690 posti   | 2 311 posti |             |
| Tribuna Est   | Tribuna Superiore   | 1 656 posti | 2 346 posti |             |
| Tribuna Est   | Parterre            | 690 posti   | 2 346 posti |             |
| Curva Sud     | Curva Sud           | 1 542 posti | 1 542 posti |             |
| Curva Nord    | Curva Nord          | 771 posti   | 771 posti   |             |
| Totale        | Totale              | 6 970 posti | 6 970 posti |             |

Le tribune e la curva sud sono realizzate in elementi di cemento armato prefabbricato mentre la curva nord, riservata alla tifoseria ospite, è caratterizzata da una struttura interamente metallica. L'impianto aderisce inoltre all'iniziativa "Stadi senza barriere" patrocinata dal CONI e pertanto tutti i settori dello stadio, compreso il settore ospiti, saranno rialzati rispetto al terreno di gioco e separati da esso tramite un parapetto di 1,10 m, come previsto dalle linee guida del Ministero dell'Interno.
Il campo è in manto sintetico, realizzato con un sistema di erba artificiale ed intaso prestazionale Geoplus.

## Statistiche

### Primati e record
La partita con la maggiore affluenza di pubblico è stata L'Aquila-Sambenedettese del 7 aprile 2024, valida per la 30ª giornata del campionato di Serie D 2023-2024. Il match, terminato 1-0 per i rossoblù locali, ha visto la partecipazione di 4 453 spettatori, di cui 600 ospiti, facendo registrare ― per la prima volta nella storia dell'impianto ― il tutto esaurito dei settori aperti al pubblico. La partita con il maggior numero di gol, nonché la migliore vittoria, è stata L'Aquila-Foligno 11-0 (Serie D 2016-2017, 19ª giornata) mentre la peggiore sconfitta è stata L'Aquila-Flaminia CivitaCastellana 0-3 (Serie D 2016-2017, 26ª giornata).
Relativamente alle gare di campionato, la formazione rossoblù vanta una striscia di imbattibilità al Gran Sasso-Italo Acconcia di oltre tre anni, precisamente 1 137 giorni dal 22 aprile 2018 (L'Aquila-Pineto 1-3, Serie D 2017-2018) al 2 giugno 2021 (L'Aquila-Chieti 0-1, Eccellenza Abruzzo 2020-2021).

### Statistiche stagionali
| Stagione  | Campionato | Campionato | Campionato | Campionato | Campionato | Campionato | Campionato | Campionato | Coppe nazionali | Coppe nazionali | Coppe nazionali | Coppe nazionali | Coppe nazionali | Coppe nazionali | Coppe nazionali | Coppe nazionali | Totale | Totale | Totale | Totale | Totale | Totale | Totale  | Affluenza media |
| Stagione  | Comp       | G          | V          | N          | P          | Gf         | Gs         | V %        | Comp            | G               | V               | N               | P               | Gf              | Gs              | V %             | G      | V      | N      | P      | Gf     | Gs     | V %     | Affluenza media |
| --------- | ---------- | ---------- | ---------- | ---------- | ---------- | ---------- | ---------- | ---------- | --------------- | --------------- | --------------- | --------------- | --------------- | --------------- | --------------- | --------------- | ------ | ------ | ------ | ------ | ------ | ------ | ------- | --------------- |
| 2016-2017 | D          | 17         | 8          | 8          | 1          | 36         | 13         | 47,06%     | D               | -               | -               | -               | -               | -               | -               | -%              | 17     | 8      | 8      | 1      | 36     | 13     | 47,06%  | 1 126           |
| 2017-2018 | D          | 17         | 10         | 5          | 2          | 35         | 17         | 58,82%     | CI-D            | 2               | 1               | 0               | 1               | 3               | 3               | 50,00%          | 19     | 11     | 5      | 3      | 38     | 20     | 57,89%  | 479             |
| 2018-2019 | 1ª Cat.    | 16         | 16         | 0          | 0          | 97         | 3          | 100,00%    | -               | -               | -               | -               | -               | -               | -               | -%              | 16     | 16     | 0      | 0      | 97     | 3      | 100,00% | -               |
| 2019-2020 | Prom.      | 15         | 14         | 1          | 0          | 60         | 15         | 93,33%     | CI-Prom.        | 3               | 1               | 0               | 2               | 5               | 4               | 33,33%          | 18     | 15     | 1      | 2      | 65     | 19     | 83,33%  | -               |
| 2020-2021 | Ecc.       | 6          | 5          | 0          | 1          | 15         | 2          | 83,33%     | CI-Ecc.         | 1               | 1               | 0               | 0               | 3               | 0               | 100,00%         | 7      | 6      | 0      | 1      | 18     | 2      | 85,71%  | -               |
| 2021-2022 | Ecc.       | 17+3       | 11+1       | 4+1        | 2+1        | 37+4       | 11+4       | 60,00%     | CI-Ecc.         | 2+1             | 2+1             | 0               | 0               | 7+1             | 0               | 100,00%         | 23     | 15     | 5      | 3      | 49     | 15     | 65,22%  | -               |
| 2022-2023 | Ecc.       | 17         | 12         | 5          | 0          | 39         | 9          | 70,59%     | CI-Ecc.         | 3               | 2               | 0               | 1               | 6               | 2               | 66,67%          | 20     | 14     | 5      | 1      | 45     | 11     | 70,00%  | -               |
| 2023-2024 | D          | 17+2       | 12+0       | 4+2        | 1+0        | 25+3       | 10+3       | 63,16%     | CI-D            | 1               | 0               | 1               | 0               | 0               | 0               | 0,00%           | 20     | 12     | 7      | 1      | 28     | 13     | 60,00%  | 2 919           |
| 2024-2025 | D          | 17+1       | 11+0       | 3+0        | 3+1        | 30+0       | 14+1       | 61,11%     | CI-D            | 2               | 2               | 0               | 0               | 2               | 0               | 100,00%         | 20     | 13     | 3      | 4      | 32     | 15     | 65,00%  | 2 050           |
| Totale    | -          | 145        | 100        | 33         | 12         | 381        | 102        | 68,97%     | -               | 15              | 10              | 1               | 3               | 27              | 7               | 66,67%          | 160    | 110    | 34     | 15     | 408    | 109    | 68,75%  | -               |

### Annotazioni
1. ↑  Le statistiche si riferiscono al solo girone finale a 7 squadre organizzato in seguito alla sospensione del torneo a causa della pandemia di COVID-19.

### Fonti
1. 1 2   Ministero delle Infrastrutture e dei Trasporti, Verbale di gara, su mit.gov.it. URL consultato il 2 agosto 2013.
2. 1 2   abruzzo24ore.tv, Stadio Acquasanta, affidati i lavori per ultimo lotto, su abruzzo24ore.tv. URL consultato il 27 gennaio 2015.
3. 1 2   Comune dell'Aquila, Stadio di Acquasanta intitolato anche ad Italo Acconcia; si chiamerà "Gran Sasso d'Italia-Italo Acconcia", su comune.laquila.gov.it. URL consultato il 30 agosto 2016.
4. ↑  Come previsto da una delibera della giunta comunale del 26 febbraio 2009.
5. 1 2   Lo stadio di Acquasanta sarà il "Gran Sasso d’Italia", in primadanoi.it, 27 febbraio 2009. URL consultato il 2 agosto 2013 (archiviato dall'url originale il 29 ottobre 2013).
6. ↑   Michela Corridore, “Gran Sasso”, ecco il nome scelto dai tifosi per il nuovo stadio dell'Aquila, in Il Centro, 7 ottobre 2015. URL consultato il 27 febbraio 2016 (archiviato dall'url originale il 7 marzo 2016).
7. 1 2   Matteo Massacesi, Da Collemaggio all’Acquasanta, viaggio tra i campi dei rossoblù, in news-town.it, 5 settembre 2016. URL consultato il 5 settembre 2016 (archiviato dall'url originale il 13 settembre 2016).
8. 1 2 3   Enrico Nardecchia, Acquasanta, ecco lo stadio fantasma dell'Aquila calcio, in Il Centro, 19 giugno 2013. URL consultato il 2 agosto 2013 (archiviato dall'url originale il 7 marzo 2016).
9. ↑   Enrico Cavalli, Diario rossoblù-aquilano, L'Aquila, Biemme, 2015,  p. 33.
10. ↑   Giampaolo Arduini: "Uno stadio da serie B", in Abruzzo24Ore.tv, 30 settembre 2010. URL consultato il 2 agosto 2013.
11. ↑   L'Aquila, stadio di Acquasanta. Domani alle 12 la consegna dei lavori, in Abruzzo24Ore.tv, 24 ottobre 2012. URL consultato il 2 agosto 2013.
12. ↑   Stefano Dascoli, Stadio di Acquasanta: ecco il rossoblù dei seggiolini, in Il Messaggero, 14 aprile 2016. URL consultato il 28 aprile 2016.
13. ↑   L'Aquila, inaugurata cabina stampa stadio Gran Sasso alla memoria di Alessandro Orsini, in L'Aquila Blog, 6 ottobre 2021. URL consultato il 16 novembre 2021.
14. ↑   L'Aquila, le foto del Gran Sasso d'Italia. Prevendita oggi e domani, in atuttocalcio.tv, 2 settembre 2016. URL consultato il 2 settembre 2016.
15. ↑   L’Aquila Calcio: 1-1 per l’inizio al Gran Sasso d’Italia, in ilcapoluogo.com, 4 settembre 2016. URL consultato il 5 settembre 2016.
16. ↑   Jazz italiano per le terre del sisma, a L'Aquila partita del cuore con Raoul Bova e Paolo Fresu, in news-town.it, 31 agosto 2017. URL consultato il 4 settembre 2017 (archiviato dall'url originale il 3 settembre 2017).
17. ↑   TDR: Tutto pronto per il gran final, in Lega Nazionale Dilettanti, 29 marzo 2018. URL consultato il 31 marzo 2018 (archiviato dall'url originale il 1º aprile 2018).
18. ↑   L'AQUILA: STADIO GRAN SASSO POTRÀ OSPITARE GRANDI EVENTI, OK AGIBILITÀ, su AbruzzoWeb. URL consultato il 4 aprile 2019.
19. ↑   Stadio senza barriere: il CONI dice sì per l'Acquasanta dell'Aquila, in AbruzzoWeb.it, 9 gennaio 2013. URL consultato il 28 settembre 2013.
20. ↑   Commissione Impianti Sportivi, Generalità e tendenze per gli stadi di Lega Pro (PDF), su calcioservizilegapro.it. URL consultato il 15 marzo 2013 (archiviato dall'url originale il 22 febbraio 2014).
21. ↑   Iniziata la posa del manto artificiale all'Acquasanta, in Il Centro, 7 luglio 2015,  p. 18.
22. ↑   Sold out allo stadio Gran sasso d’Italia per la prima volta nella storia, in laquilablog.it, 3 aprile 2024. URL consultato l'8 aprile 2024.
23. ↑   Statistiche 2016-2017, su transfermarkt.it. URL consultato il 10 maggio 2017.
24. ↑   Statistiche 2017-2018, su transfermarkt.it. URL consultato il 16 novembre 2021.
25. ↑   Statistiche 2023-2024, su transfermarkt.it. URL consultato il 6 maggio 2024.
26. ↑   Statistiche 2024-2025, su transfermarkt.it. URL consultato il 26 maggio 2025.